# Богоявленский монастырь (Москва)
Богоявле́нский монасты́рь — недействующий православный мужской монастырь в Москве, расположенный в Богоявленском переулке Китай-города. Являлся вторым по древности московским монастырём после Даниловского. Был основан в конце XIII века князем Даниилом Александровичем. Обитель формально закрыли в 1919 году и окончательно упразднили в 1929-м.
В 1991 году собор Богоявленского монастыря вернули Русской православной церкви, ныне он действует как приходской храм, монастырь же возобновлен не был.

## История

### XIII—XVI века
Богоявленский монастырь был основан московским князем Даниилом Александровичем в конце XIII века и строился деревянным. По преданию, одним из игуменов обители являлся Стефан — старший брат преподобного Сергия Радонежского. Будущий митрополит Алексий принял здесь постриг в 1313 году.
Деревянный собор, возведённый с основанием монастыря, обветшал и пострадал от пожаров. В 1342 году его перестроили в камень на пожертвования боярина Протасия. 
Обитель горела ещё дважды: в 1451 году при нашествии ордынского царевича Мазовши и во время московского пожара в 1547-м. В первый раз повреждения восстановили с помощью великого князя Василия II и возвели трапезную. Во второй раз монастырь был отремонтирован при правлении Ивана Грозного после похода на Москву крымского хана Девлет-Гирея в 1571 году. 
В конце XVI века во владения монастыря перешли несколько дворов в Коломенском.

### XVII—XVIII века

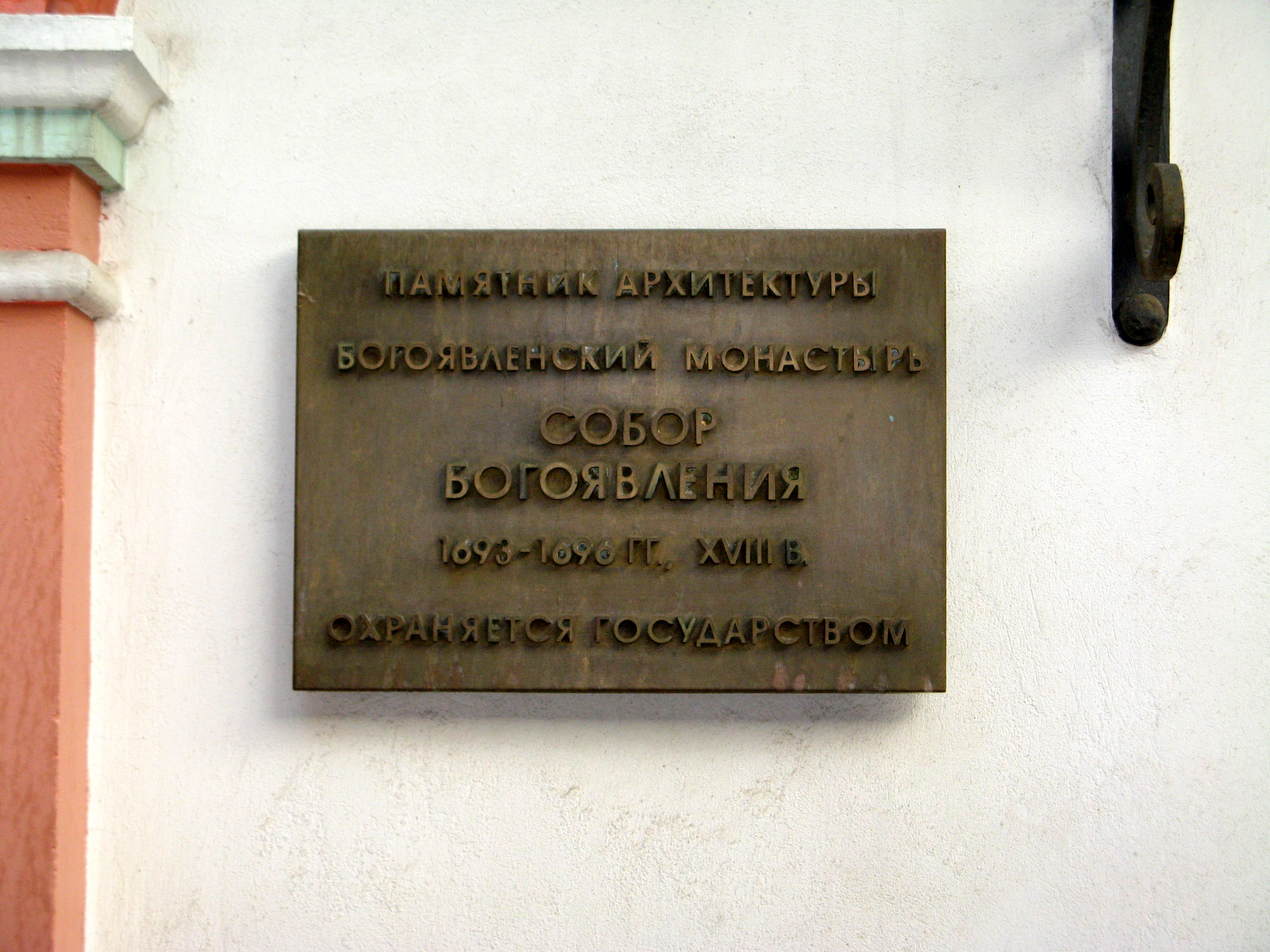
Памятная доска на фасаде собора, 2014 год

В Смутное время Богоявленский монастырь оказался в центре сражений за Китай-город в 1611—1612 годах, из-за чего он был разграблен и сожжён. В 1624-м при Михаиле Фёдоровиче построили новый каменный собор. 
Монастырь был поделён на две части: в южной находились соборный храм, настоятельские покои и братские кельи, в северной — хозяйственные помещения.
В 1685 году в обители открыли Богоявленскую школу. В ней заведовали греческие монахи Иоанникий и Софроний Лихуды. Учениками были дети из простого народа и из высших аристократических фамилий. Срок обучения составлял около пятнадцати лет. Через два года после открытия в школе обучалось более 180 человек. В 1687 году её объединили со школой Симеона Полоцкого и перевели в здание при соседнем Заиконоспасском монастыре. На новом месте учреждение переименовали в Славяно-греко-латинскую академию, а впоследствии преобразовали в Московскую духовную академию.
В конце XVII века монастырь перестроили в стиле нарышкинского барокко. После постройки новых келий в 1692 году по благословению патриарха Адриана началось возведение нового собора, сохранившегося до нашего времени. Он строился на деньги Натальи Нарышкиной, матери Петра I, и средства князей Голицыных и Долгоруковых. В него перенесли чудотворную Казанскую икону, которая в Смутное время находилась в ополчении Минина и Пожарского. 
В середине XVIII века на средства князей Долгоруковых в соборе устроили два придела: в честь великомученика Георгия Победоносца, воздвигнутый в 1747 году, и во имя святого апостола Иакова Алфеева, созданный в 1754-м. Последний позже упразднили и использовали как ризницу, а около 1900 года освятили во имя Феодосия Черниговского. 
В 1782 году надвратную церковь отремонтировали, расписали и украсили лепниной.
В 1764-м монастырские земли были секуляризованы. 

### XIX—XX века

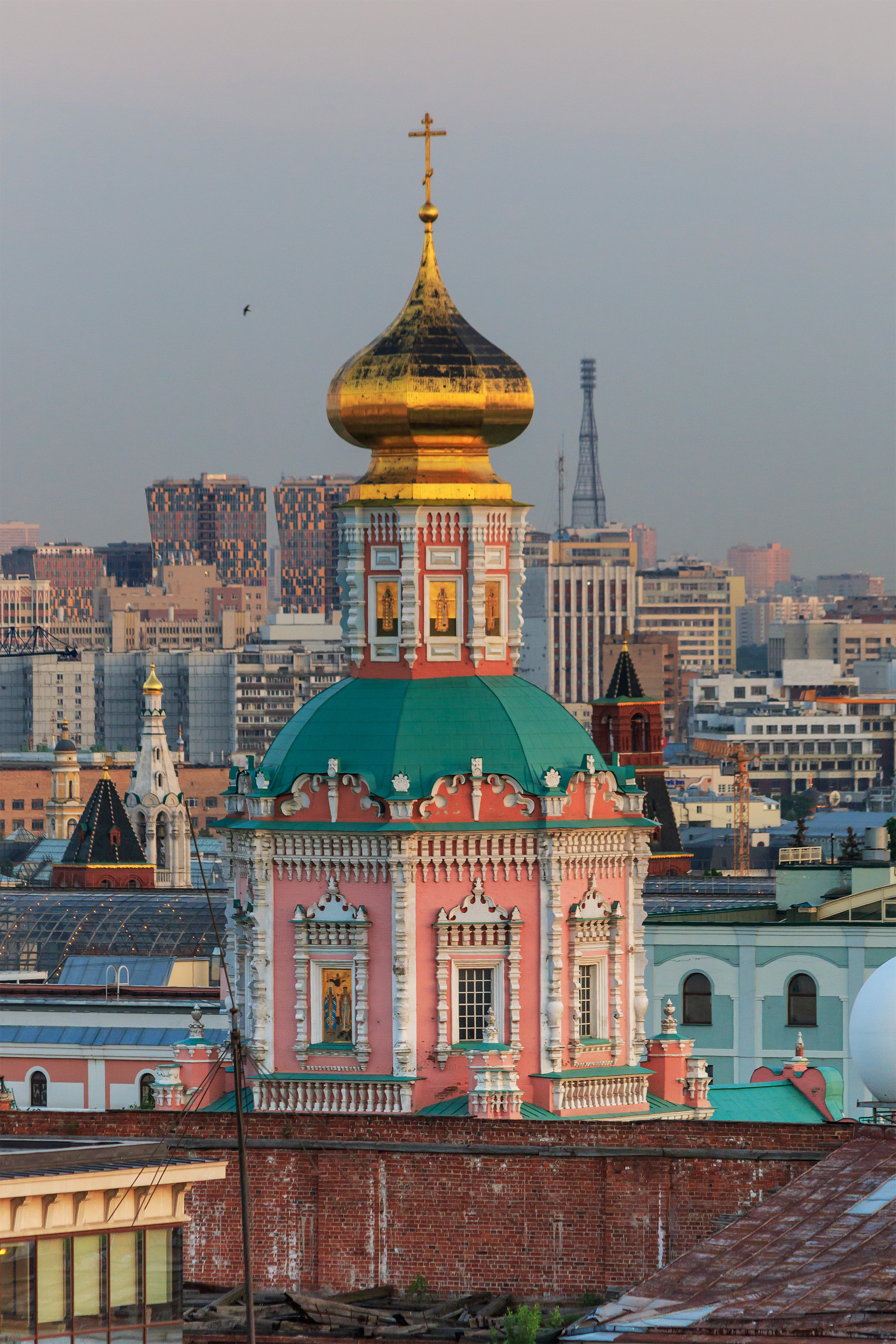
Башня Богоявленского храма, 2015 год

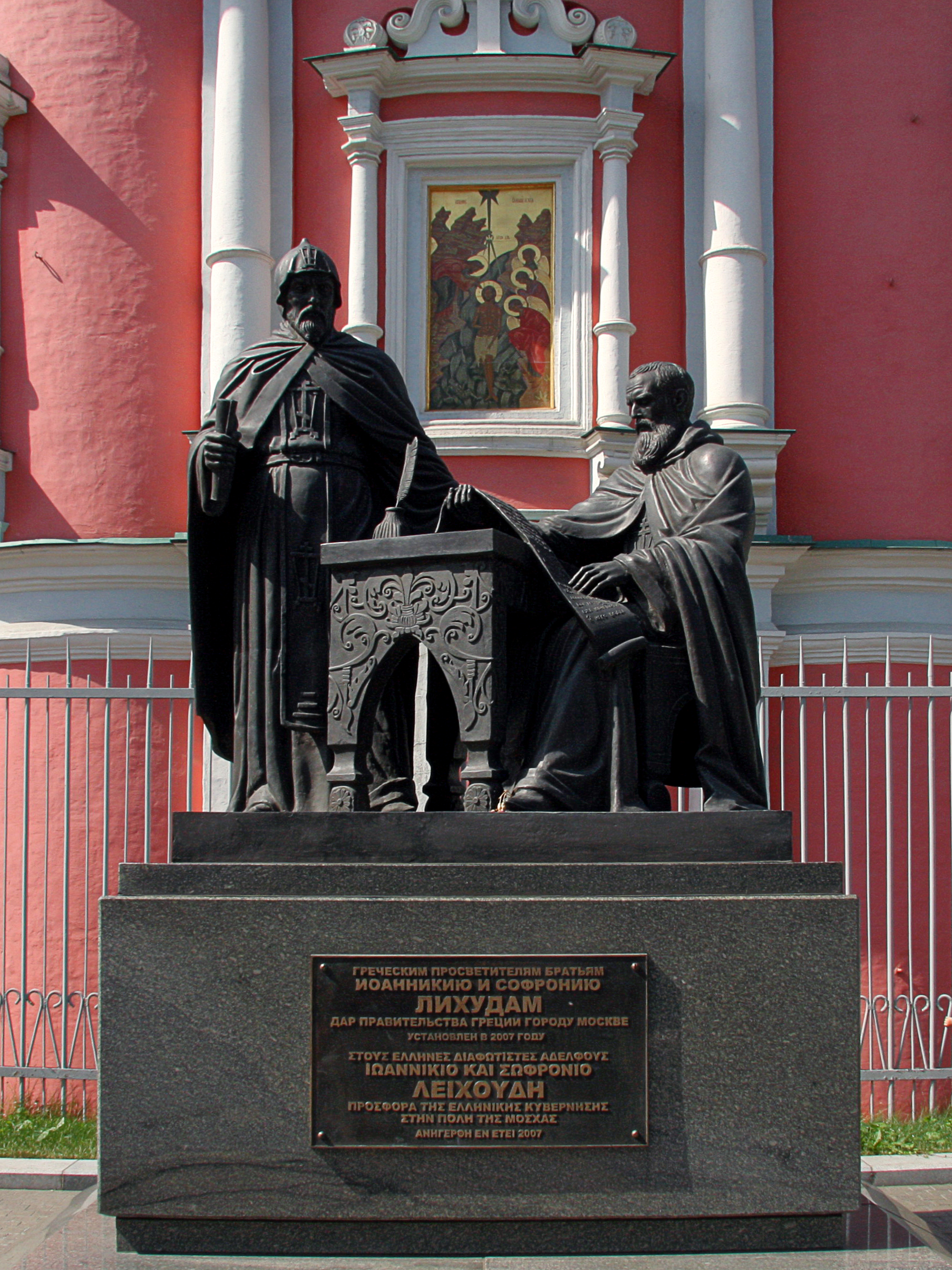
Памятник братьям Лихудам у Богоявленского собора, 2009 год

Перед вступлением французских войск в Москву архимандрит Гедеон вывез из монастыря ризницу, а остальные ценности спрятали в стене церкви. Перед отступлением армии по приказу Наполеона была совершена попытка подорвать Кремль. При взрыве в Богоявленском соборе осколки пробили кирпичную кровлю, были выбиты окна, на колокольне погнулся крест. Храм отремонтировали и заново освятили в 1813 году.
В 1867 году в соборе выставили для поклонения святыни из русского Пантелеимонова монастыря на Афоне: икону Божией Матери «Скоропослушницу», мощи великомученика Пантелеимона, крест с частицей Животворящего Древа, часть от камня Гроба Господня. 

### После революции
После Февральской революции 1917 года в обители находилась резиденция епископа Иоасафа (Каллистова), назначенного управляющим Московской епархией. 
Монастырь закрыли в 1919-м, однако приходская община продолжала жить на его территории. В 1922 году, во время Гражданской войны, из храма в фонд помощи голодающим изъяли церковные ценности. 
В 1929-м из монастыря выселили его обитателей, позднее разобрали колокольню, башню монастырской ограды XVII века, Алексиевский придел и другие постройки. 
В помещениях монастыря в разное время находились мучной склад, общежитие студентов Горной академии, производственное предприятие и другие организации.
Во время Великой Отечественной войны в 1941 году рядом с монастырём упал сбитый бомбардировщик. Стоявшие на том месте здания были полностью разрушены, а взрывная волна уничтожила верхнюю часть храма. 
После завершения войны на территории монастыря построили административное здание Народного комиссариата внутренних дел.

### После 1980-х
В 1982 году Богоявленский собор передали Государственному академическому русскому хору имени Свешникова, началась научная реставрация (см. ниже). 
В 1991 году собор монастыря вернули Русской православной церкви и были возобновлены богослужения.
В 1993 году к Богоявленскому собору были приписаны ещё два храма — в честь святителя Николая «Красный звон» и церковь Космы и Дамиана в Старых Панех, а в 1994-м — часовня в честь Иверской иконы Пресвятой Богородицы у Воскресенских ворот. 
В 1995 году при монастыре открыли учительскую семинарию, готовившую социальных педагогов. Позже она была преобразована в Регентско-певческую семинарию, просуществовавшую до 2012 года.

## Храмы
Из монастырских построек на 2018 год сохранились Собор Богоявления с колокольней, нижний храм в честь Казанской иконы Божией Матери, братские кельи и настоятельские палаты. 

### Собор Богоявления Господня в Богоявленском монастыре

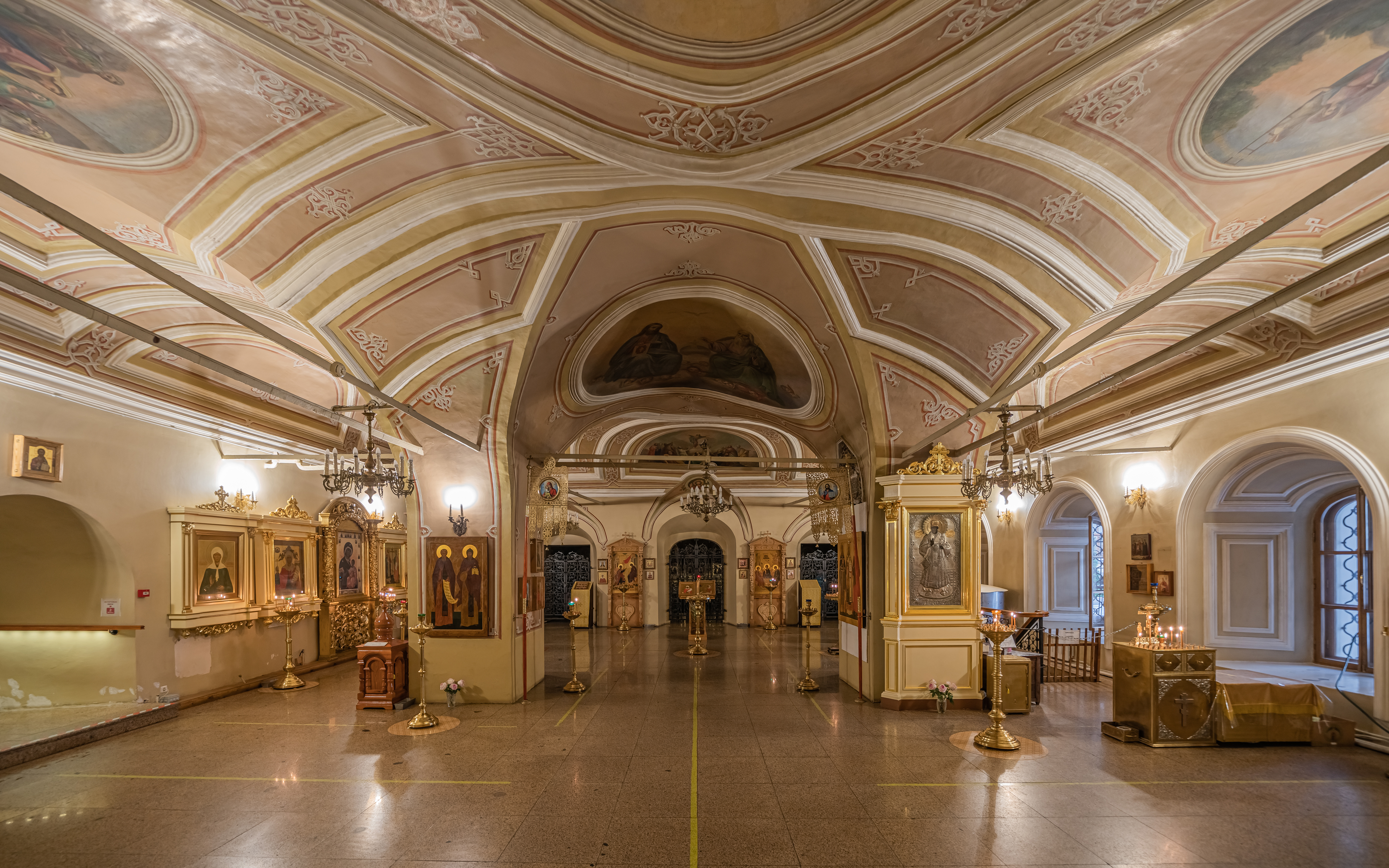
Современный вид интерьера Богоявленского собора

Деревянный собор, возведённый в XIII веке с основанием монастыря, обветшал и пострадал от пожаров. В 1342 году его перестроили в камень на пожертвования боярина Протасия. 
В 1624-м при Михаиле Фёдоровиче построили новый каменный собор. 
В конце XVII века монастырь перестроили в стиле нарышкинского барокко. 
Храм отремонтировали и заново освятили в 1813 году, после разрушений от французов.
В 1982 году Богоявленский собор передали Государственному академическому русскому хору имени Свешникова. По заказу дирекции научно-исследовательский институт «Спецпроектреставрация» подготовил проект восстановления собора. 
В 1991 году собор монастыря вернули Русской православной церкви и были возобновлены богослужения.

### Надвратная церковь Рождества Иоанна Предтечи
Боярыня Ксения Репнина, племянница князя Юрия Буйносова-Ростовского, в 1672 году подарила монастырю двор на Никольской улице. На нём возвели ворота с надвратной церковью Рождества Иоанна Предтечи. 
Несмотря на протесты Московского археологического общества, была снесена в 1905 году. На её месте построили доходный дом, а в соборе устроили одноимённый придел.

### Колокольня
Церковь Спаса Нерукотворного Образа в Богоявленском монастыре - в здании колокольни (до обновления 1830 года - церковь Бориса и Глеба).
В 1739 году в здании колокольни, пострадавшей от Троицкого пожара и восстановленной, устроили придел во имя святых страстотерпецев Бориса и Глеба, который позже был обновлён и освящён в честь Спаса Нерукотворного. В нём летом совершались ранние заупокойные обедни.
Постановление Президиума Моссовета о ликвидации церкви было  подписано 16 сентября 1925 года. Колокольня была разобрана вскоре после того, как в 1929 года из монастыря выселили всех насельников.

### Афонская часовня Богоявленского монастыря
(Часовня Пантелеимона Целителя у Богоявленского монастыря)

## Некрополь
В нижнем храме до 1930-х годов находился некрополь с усыпальницами знатных родов — Голицыных, Шереметевых, Долгоруковых, Салтыковых, Ромодановских, Репниных. Всего в нём помещалось более 150 могил. Высокую художественную ценность представляли надгробные памятники Михаила Голицына, генерал-аншефов Григория Юсупова и Александра Меншикова, сенатора Алексея Голицына. Почётное место занимала гробница генерал-фельдмаршала Михаила Голицына, сооружённая французским скульптором Жаном-Антуаном Гудоном в 1765 году. В 1935-м её переместили в некрополь Донского монастыря. 
Большая часть из памятников XVIII века — пристенные надгробия в стиле барокко, выполненные в плоскостной манере. Их украшают ленты, гирлянды, букеты, сложные драпировки тканей и фигуры-олицетворения. В дореволюционных изданиях их авторство приписывали ведущим французским мастерам. В 1930-е годы захоронения были разграблены. Лишь наиболее ценные для историков памятники перевезли в Донской монастырь.

## Настоятели
- Прохор (1456—1471)
- Нил (Сафонов) (1506—1508)
- Киприан (уп. в 1542)
- Феодосий — его подпись стоит под разрешением вступить в четвёртый брак Иоанну Грозному
- Амвросий — подписал в 1613 году акт на избрание в цари Михаила Фёдоровича Романова
- Илия (1621—1631)
- Иона (1638—1642)
- Корнилий (февраль 1649 — 1650)
- Пафнутий
- Игнатий (Смола) (1709—1712)
- Иакинф — подписал в 1720 году Духовный регламент Святейшего Правительствующего Синода
- Дамаскин (Руднев) (апрель — 24 мая 1778)
- Серапион (Александровский) (17 февраля 1779—1799)
- Виктор (Антонский-Прокопович) (1800—1801)
- Августин (Виноградский) (июль 1801—1801)
- Иринарх[17]
- Моисей (Близнецов-Платонов) (1 октября 1802 — 1804)
- Ираклий (Евреинов) (1804—1811)
- Гедеон (Фомин) (1811 — 23 декабря 1812)
- Авраам (Шумилин) (26 июня 1816—1817)
- Аполлос (Алексеевский) (20 декабря 1817—1820)
- Аристарх (1821)
- Афанасий (Петриев) (1821 — 23 июня 1823)
- Иннокентий (Платонов) (1823—1827)
- Никодим (Быстрицкий) (16 июня — 15 июля 1828)
- Филарет (Гумилевский) (9 марта 1837—1841)
- Евсевий (Орлинский) (9 апреля 1842 — 31 августа 1845)
- Иоанникий (Холуйский) (11 января 1851 — 1859)
- Иннокентий (Орлов) (1859—1863[18])
- Игнатий (Рождественский) (25 октября 1863—1866)
- Никодим (Белокуров) (10 марта 1867 — 18 мая 1873)[11]
- Трифон (Туркестанов) (1901 — 2 июня 1916)
- Алексий (Кузнецов) (январь — 25 марта 1917)

Монастырь на дореволюционных фотографиях
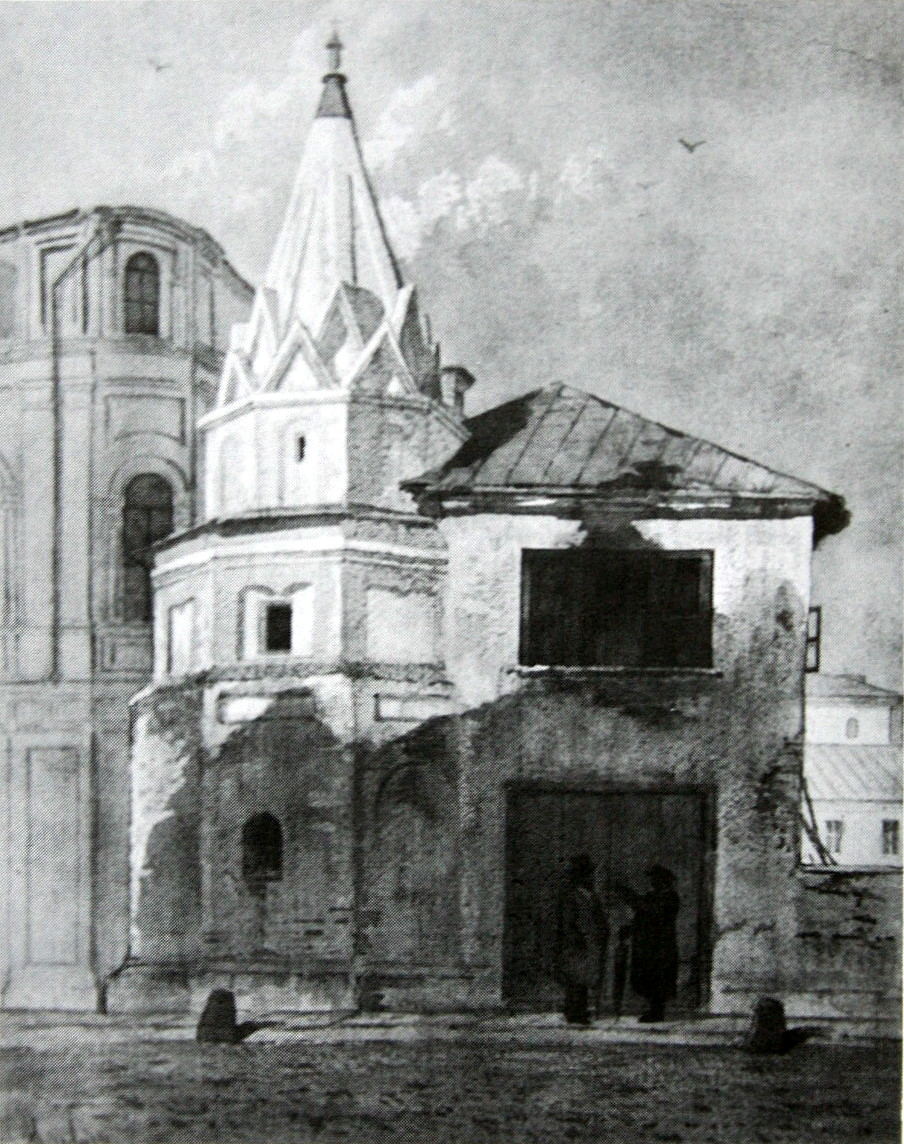
Башня монастырской ограды XVII века. Рисунок Нисевина, 1871 год
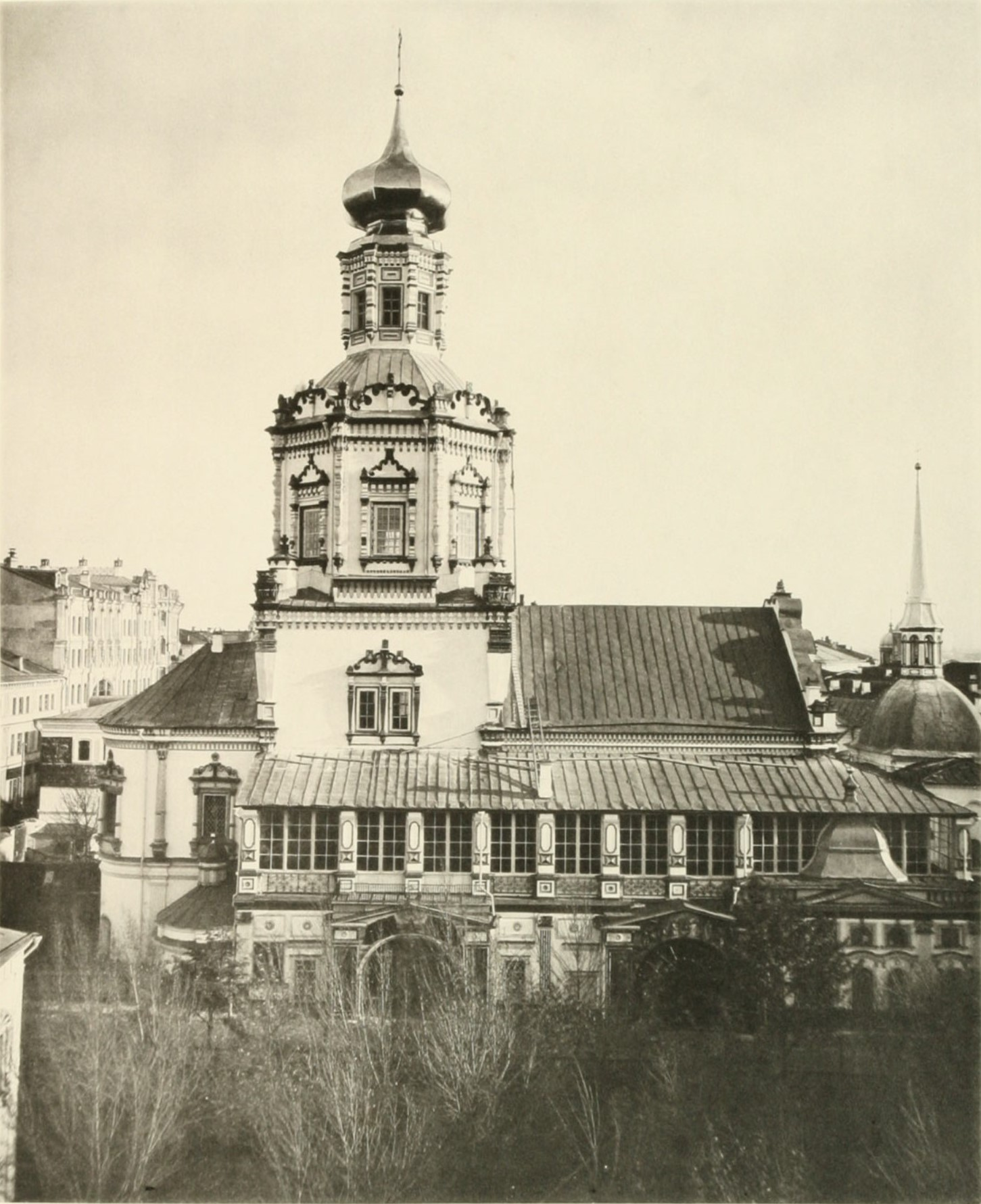
Богоявленский монастырь в Китай-городе, 1883 год
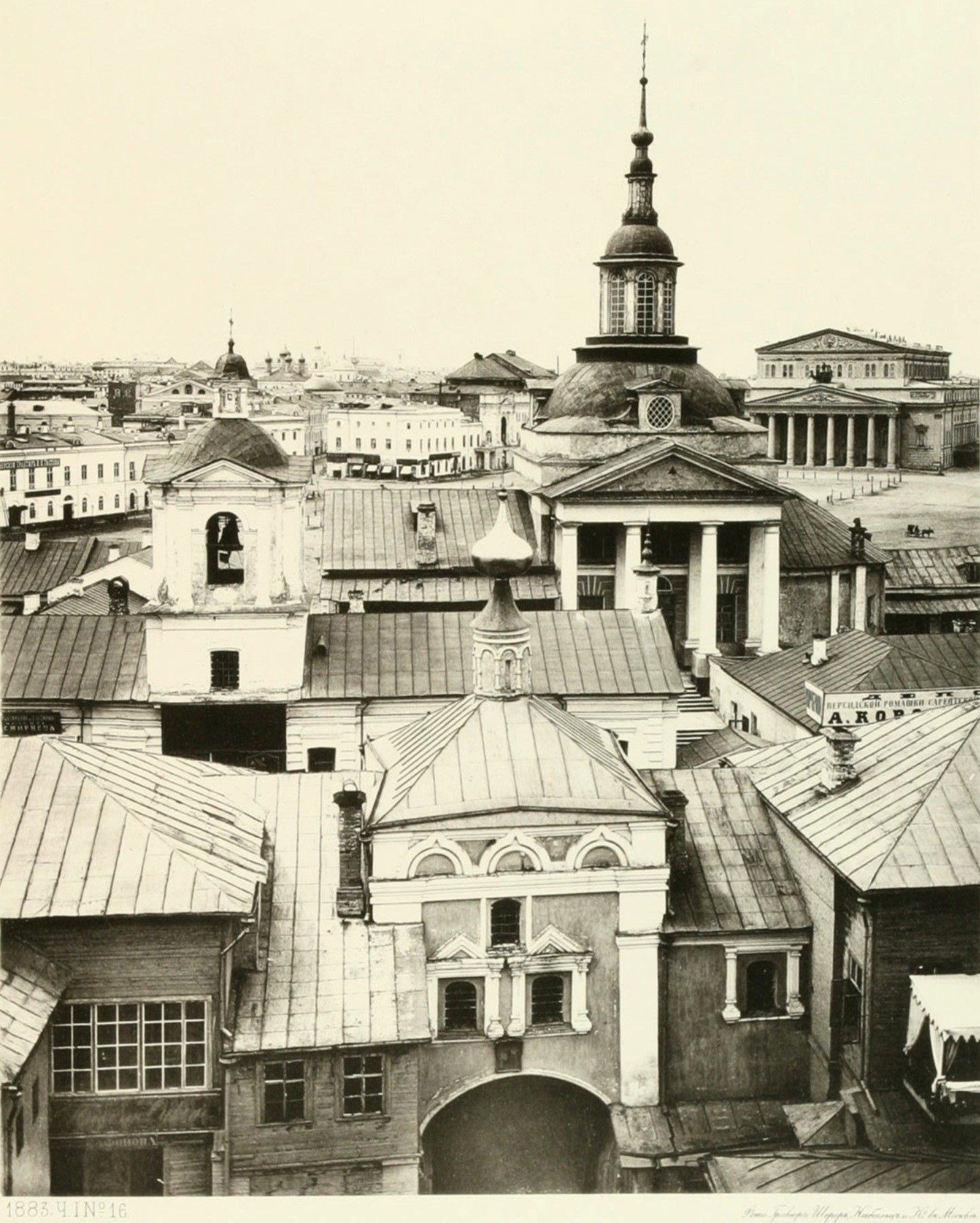
Надвратная церковь Рождества Иоанна Предтечи на фоне Николо-греческого монастыря. Вид с колокольни, 1883 год
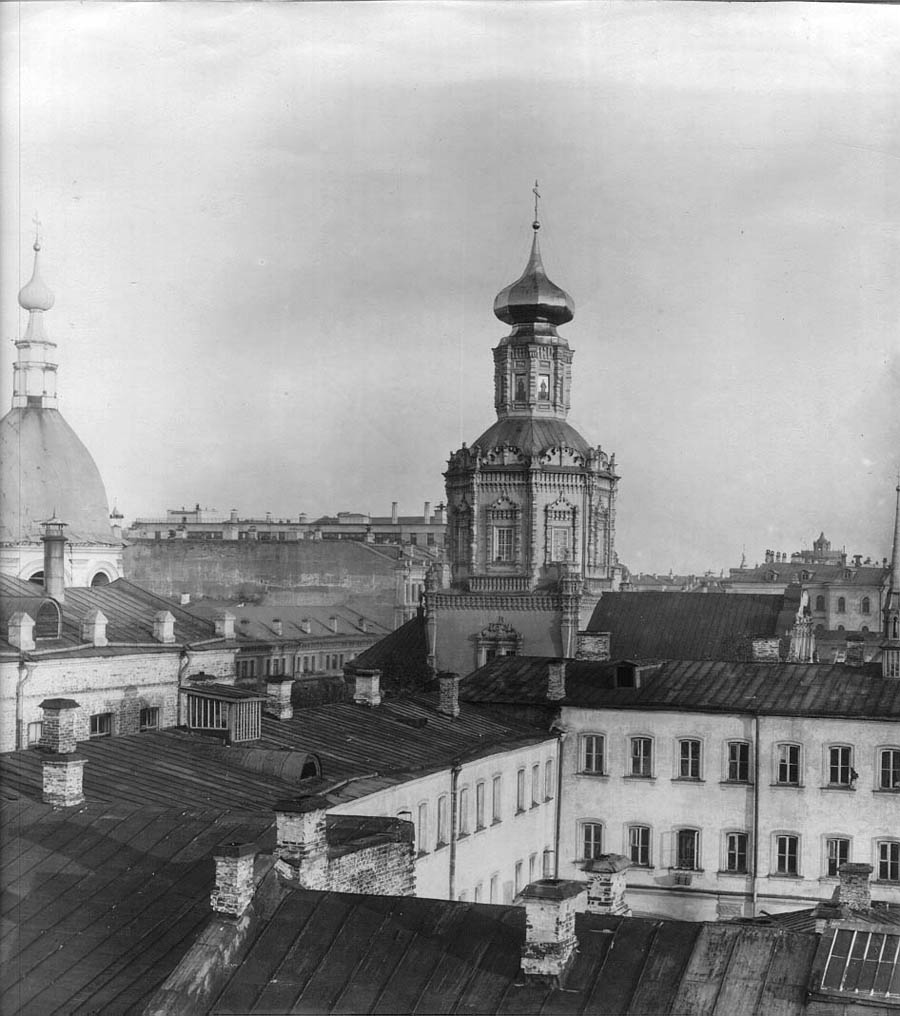
Богоявленский монастырь и Шевалдышево подворье. Слева — колокольня Богоявленского монастыря, до 1917 года
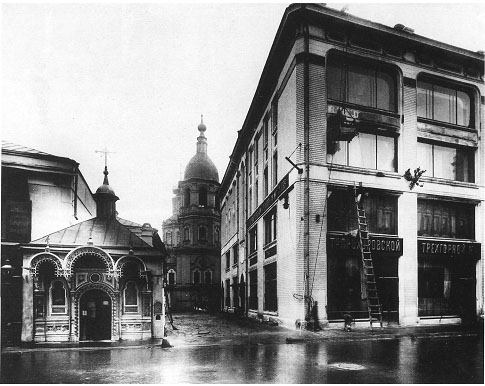
Часовня и Колокольня монастыря со стороны Никольской улицы, до 1917 года